# Маккалли, Джонатан
Джонатан Маккалли (25 июля 1809 года, Камберленд, Новая Шотландия — 2 января 1877 года, Галифакс, Новая Шотландия, Канада) — канадский политик, первый лейтенант-губернатор Северо-Западных территорий. Является одним из отцов канадской конфедерации — принимал участие во всех трёх конференциях, предваряющих её образование.

## Биография
Джонатан Маккалли родился в семье Самуэля Маккалли и Исзер Пайпс. Он пятый из девяти детей. Посещал школу, после чего начал работать на небольшой ферме отца. В 1828-1830 годах копил деньги на пятилетнее обучение на адвоката, после которого в 1837 году стал членом гильдии.
В 1837 году Маккалли стал писать политические статьи в журнале Acadian Recorder (Галифакс). Часть его работ выходила под псевдонимом Clim o’ the Cleugh. В 1850-х годах Маккалли начал писать в либеральной газете Morning Chronicle, в которой он оставался до 1865 года, став одним из ведущих авторов. После непродолжительной работы в правительстве с 1853 по 1857 год Маккалли вместе с Хирамом Бланчардом открыл адвокатскую практику.
С 1842 года Маккалли был женат на Элизе Крид. В семье было трое детей: сын и две дочери.

## Политическая карьера
В 1847 году в своих статьях Маккалли выступил в поддержку Джозефа Хоу, после чего был приглашён в законодательное собрание, членом которого оставался до 1867 года. С 1853 по 1857 год он занимал ряд должностей в правительстве, в частности состоял в железнодорожной комиссии, так как поддерживал проекты железнодорожного строительства, среди которых линия между Галифаксом и Труро. В 1860 году либералы вернулись к власти, а Маккалли стал генеральным защитником. В то же время он единолично управлял железными дорогами Новой Шотландии, а также пулом редакторов газеты Morning Chronicle. Он участвовал в ряде конференций по строительству железных дорог между провинциями.
В 1864 году перед конференцией в Шарлоттауне Маккалли был в последний момент включён в список делегатов. Он особо не выделился на конференциях, но в дальнейшем популяризировал их идеи и резолюции в Новой Шотландии. Для этого ему пришлось уйти из Morning Chronicle, так как либералы были противниками объединения.
Маккалли не был популярным политиком. Позднее Хоу обвинил его в провале либеральной партии на выборах 1863 года. Вместе с тем, 1867 году он стал членом Сената Канады, а в 1870, после примирения с Хоу и во многом благодаря ему, перешёл в Верховный суд Новой Шотландии.